# 黄诗棋
黄诗棋（英語：Yumi Wong，1989年8月26日—），出生於馬來西亞吉隆坡的艺人兼模特。她的美貌备受关注，自2017年开始连续四年入围美国电影网站TC CANDLER《世界百大美女》，并在2017年位居第57名，是百大美女中唯一的马来西亚代表。 2020年被TCC ASIA 选为“亚太最美100张面孔”，位居第77名。 她在影视拥有10年经验，早期她主力于中国大陸发展，除参演罗晋与李一桐主演剧集《鹤唳华亭》，最近还出演中国大陸网络电影《六扇门之血手奇谭》，成为女一。近期在香港发展。

## 简介

### 早年經歷
黄诗棋當演員之前是名模特儿，在模特儿界已经是许多广告商合作的新宠儿。2011年，她被马来西亚著名的制片人和经纪人Stannis 郭川玮（本名郭子恒）发掘，并於同年接下她主演的首部马来西亚中文電影《黑斑吻》。黄诗棋凭借超高的颜值，吸引了很多制片人与导演的注意，开始邀请她参与电影与电视作品。

## 演艺经历

### 2014年-2017年
- 2014年，黄诗棋与林德荣、陈浩然主演的喜剧片《阿炳马到成功》在马来西亚上映，她在片中饰演阿炳的妹妹Maggie Ma。

- 2015年6月17日，她与张春年、阮颂扬主演由宋沐芽执导的中国喜剧片《虎爸潜伏记》上映，她在片中饰演张春年的女儿；同年，她与黄河、许玮甯、刘商主演由程伟豪执导的惊悚恐怖片《红衣小女孩》上映，在片中饰演贝贝妈。

- 2016年1月8日，与万国鹏、王婷、王泷正合作出演由易成松执导的青春犯罪悬疑电影《死党》，在片中饰演徐紫灵。[6] 同年的9月19日，黄诗棋主演由潘婷、吴琼联袂执导的古装玄幻剧《疯狂天后》在腾讯视频独家播出，她在剧中一人分饰两角，分别饰演了生活在现代勇敢善良敢爱敢恨的董意和灵魂互换后英气十足贵气逼人的天后。[7]

- 2017年4月1日，黄诗棋客串出演喜剧电影《有完没完》上映，在片中饰演对范伟设计仙人跳的性感妩媚妖娆动人的夜店美女；10月10日，与周兴哲、许志安、陈雅伦主演由钱国伟执导的喜剧动作冒险电影《电竞暗战》，在片中饰演女主角富家女嗦嗦。

### 2018年至今
- 2018年4月26日，与郑恺、张国立、林峯合作出演由韩博文执导的中国悬疑动作犯罪剧《也平凡》，在剧中饰演米伦娜；6月29日，与方逸伦、王秀竹、陈冠霖主演由梁文弋执导的古装宫廷权谋电影《凤皇传》上映，她在片中饰演燕国清河公主。

- 2019年11月12日，与罗晋、李一桐、程小蒙、鲍大志等合作出演的古装历史传奇剧《鹤唳华亭》在优酷播出，她在剧中饰演性感开朗、单纯和乐观的张颂之。

- 2021年5月24日，她主演的中国宋代的悬疑探案片《六扇门之血手奇谭》腾讯视频上线，正式网络首映[8] 。同年，她与前经纪人郭川玮再度续缘合作一起制作马来西亚中文青春电影《那年，我们一起疯狂的事》，这部电影将会由在中国影视发展的马来西亚籍导演卓威旭执导。

## 个人生活
黄诗棋家庭一家五口，其中有2位弟弟，一个黄康桢，另一个为黄康翔。

## 影视作品

### 電影
| 上映年份                 | 片名             | 角色         | 导演                                                     | 合作演员 | 備註         |
| 2013                     | 黑斑吻           | 艾玲         | 戴敏非                                                   | 许佳麟、 戴佩妮、余例纹、陀财神                                                                                  |              |
| 2014                     | 阿炳马到功成     | Maggie Ma    | 钟小华                                                   | 林德荣、陈浩然、颜薇恩、曾洁钰、陈志康                                                                           |              |
| 2015                     | 虎爸潜伏记       | 女儿         | 宋沐芽                                                   | 张春年、阮颂扬                                                                                                   | 首部中国電影 |
| 2015                     | 红衣小女孩       | 贝贝妈       | 程伟豪                                                   | 黄河、许玮甯、刘引商                                                                                             | 首部台湾電影 |
| 2016                     | 死党             | 徐紫灵       | 易成松                                                   | 万国鹏、王婷、王泷正                                                                                             |              |
| 2016                     | 扮熟少女         | 李格爾/格格  | 陈庆祥、陈立谦、赵于                                     | 敖犬、朱俊丞、可晴、黄灿灿、南笙、江倩龄、王子豪                                                                 |              |
| 2017                     | 有完没完         | Yumi         | 王啸坤                                                   | 范伟、贾静雯、刘俊昊、隋凯、薛之谦                                                                               |              |
| 2017                     | 电竞暗战         | Miya         | 钱国伟                                                   | 周兴哲、许志安、陈雅伦                                                                                           |              |
| 2018                     | 凤皇传           | 燕国清河公主 | 梁文弋                                                   | 方逸伦、王秀竹、陈冠霖                                                                                           |              |
| 2021                     | 六扇门之血手奇谭 | 苏仪晴       | 张霸波                                                   | 文静儿、王璐鑫、武净、孙炜                                                                                       |              |
| 2022                     | 辣死你妈传人     | 小龙女       | 黄明志                                                   | 黄明志、龔柯允、David Arumugam、AC Mizal、Wak Doyok、Delimawati、Saiful Apek、Yassin Senario、Vikar、Sanjna Suri |              |
| 2023                     | 锁战             | 关小姐       | 吴培吉                                                   | 姜皓文、高海宁、许绍雄、黄浩然、林星潼、陈沛江                                                                   |              |
| 2024                     |                  |              |                                                          | |              |
| 扑克王者                 | Mimi             | 赖健雄       | 林德荣、姜皓文、黄明志、王雷、原腾、小玉、王义翔、唐纬颜 | |              |
| 那些年，我们一起疯狂的事 |                  | 卓威旭       | 赖铭权、彭嘉伊、刘家成、萧孝杰、林维镇、房衍宇、短短     | 制片人 |              |
| 捕狼                     |                  | 马逸腾       | 许亮宇、沈展宁、陈沛江、叶良财                           | |              |
| 2025                     | 私家偵探         |              | 李子俊、周汶儒                                           | 古天樂、劉冠廷、周秀娜、黃浩然、楊偲泳、張兆輝、關德輝、陈培永                                                   |              |
| 2025                     | 解碼             |              |                                                          | 謝佳見、葛宸羽、李興文、唐從聖、葛兆恩、藍信耀、葉周權、游書庭                                                   |              |
| 2025                     | 蛊降             |              | 吴培吉                                                   | 姜皓文、素帕莎拉·塔纳查、沈家宜、容启航                                                                          |              |

### 電視劇
| 首播年份 | 劇名     | 角色   | 性質     | 合作演员                       | 播放平台          |
| 2016     | 疯狂天后 | 天后   | 女一号   | 李嘉文、杨鑫、陈鹏万里、周奕彤 | 浙江卫视 腾讯视频 |
| 2019     | 鹤唳华亭 | 张颂之 | 女配角   | 罗晋、李一桐、程小蒙、鲍大志   | 优酷              |
| 2021     | 也平凡   | 米伦娜 | 女反一号 | 郑恺、张国立、林峯             | 東方衛視 百視TV   |

## 外部連結
- 黄诗棋的Facebook專頁
- 黄诗棋的Instagram帳戶
- 黄诗棋的新浪微博
- 黄诗棋在互联网电影资料库（IMDb）上的資料（英文）